# Milton Córdova La Torre
Milton Córdova La Torre (Distrito de Huanta,  Huanta, Perú, 7 de mayo de 1962 - Huanta, 12 de junio de 2001)  fue un  economista y político peruano, alcalde de la provincia de Huanta. 

## Biografía
Milton Córdova fue hijo de Alejandro Córdova Pando - funcionario de la Caja de Depósitos y Consignaciones y quenista de la última etapa del Conjunto "Amauta"- y de Lourdes La Torre Tello. Hermano del también alcalde de Huanta, Alejandro Córdova. Hizo sus estudios primarios en la Escuela Primaria Jardín de Infancia 112 y los secundarios en el Colegio Gonzáles Vigil. Estudió Economía en la Universidad San Martín de Porres, entre 1981 y 1988. Al poco tiempo, se asimiló al Ejército como teniente de Intendencia, permaneciendo dos años. Su carácter disciplinado le permitió trabajar sin dificultad con los militares. Sin embargo, su anhelo era poner sus conocimientos al servicio de su pueblo. De regreso en Huanta, ejerció la gerencia de la microrregión Ayacucho. Era la época de la violencia política. En esa función, hizo grandes esfuerzos para que se reabriera la carretera Mayocc-Anco-Mejorada, pese a muchos intereses creados que se oponían a la obra. 
En 1995 participó en las elecciones municipales fundando el Movimiento Independiente "Paz y Desarrollo", siendo elegido alcalde provincial para el periodo 1996 - 1998. Puso en marcha el relanzamiento de esa comuna que tenía serios problemas financieros. Emprendió diversas obras en la provincia, tales como la construcción de escuelas comunales, canales de irrigación, postas médicas, el parque infantil del morro Tupín, el Parque de la Juventud, el mejoramiento de las calles, el anillo vial con apoyo del ejército y la autopista "Carlos Hiraoka", que une Huanta y Luricocha. Su corta pero fructífera trayectoria lo han convertido en uno de nuestros mejores alcaldes. Falleció en un accidente de tránsito el 12 de junio de 2001. 